# (3586) Vasnetsov
(3586) Vasnetsov (1978 SW6) – planetoida z pasa głównego asteroid okrążająca Słońce w ciągu 3,86 lat w średniej odległości 2,46 j.a. Odkryła ją Ludmiła Żurawlowa 26 września 1978 roku.